# Margaret River Tennis International 2013
Il Margaret River Tennis International 2013 è stato un torneo di tennis facente parte della categoria ITF Women's Circuit nell'ambito dell'ITF Women's Circuit 2013. Il torneo si è giocato a Margaret River in Australia dal 7 al 13 ottobre 2013 su campi in cemento e aveva un montepremi di 25 000 $.

## Vincitrici

### Singolare
Anett Kontaveit ha battuto in finale  Irina Falconi con il punteggio di 6–2, 6–4

### Doppio
Noppawan Lertcheewakarn /  Arina Rodionova hanno battuto in finale  Monique Adamczak /  Tammi Patterson con il punteggio di 6–2, 3–6, [10–8]